# Litoria watsoni
Litoria watsoni — вид жаб родини Pelodryadidae. Описаний у 2020 році.

## Поширення
Ендемік Австралії. Поширений на південному сході Нового Південного Уельсу та на сході Вікторії.

## Опис
Досить велика жаба, завдовжки до 7 см. Спина сіра або коричнева з нечітко вираженою поздовжньою смугою вздовж середини, а іноді з коричневою плямистістю. Від кінчика морди до плеча проходить темно-коричнева смуга. Живіт білий. Пахви, пах, тильна сторона стегон і гомілок яскраво-червоні або помаранчеві. Зіниця горизонтальна, райдужка золота.

## Розмноження
Може розмножуватися в будь-яку пору року після хороших опадів, але переважно восени та ранньою весною. Ікру прикріплює до листя і гілочок безпосередньо під поверхнею води в струмках. Пуголовки виростаю 6,5 см і мають чорне або темно-сіре забарвлення. Розвиток триває близько трьох-чотирьох місяців.